# St. Anna (Großprüfening)

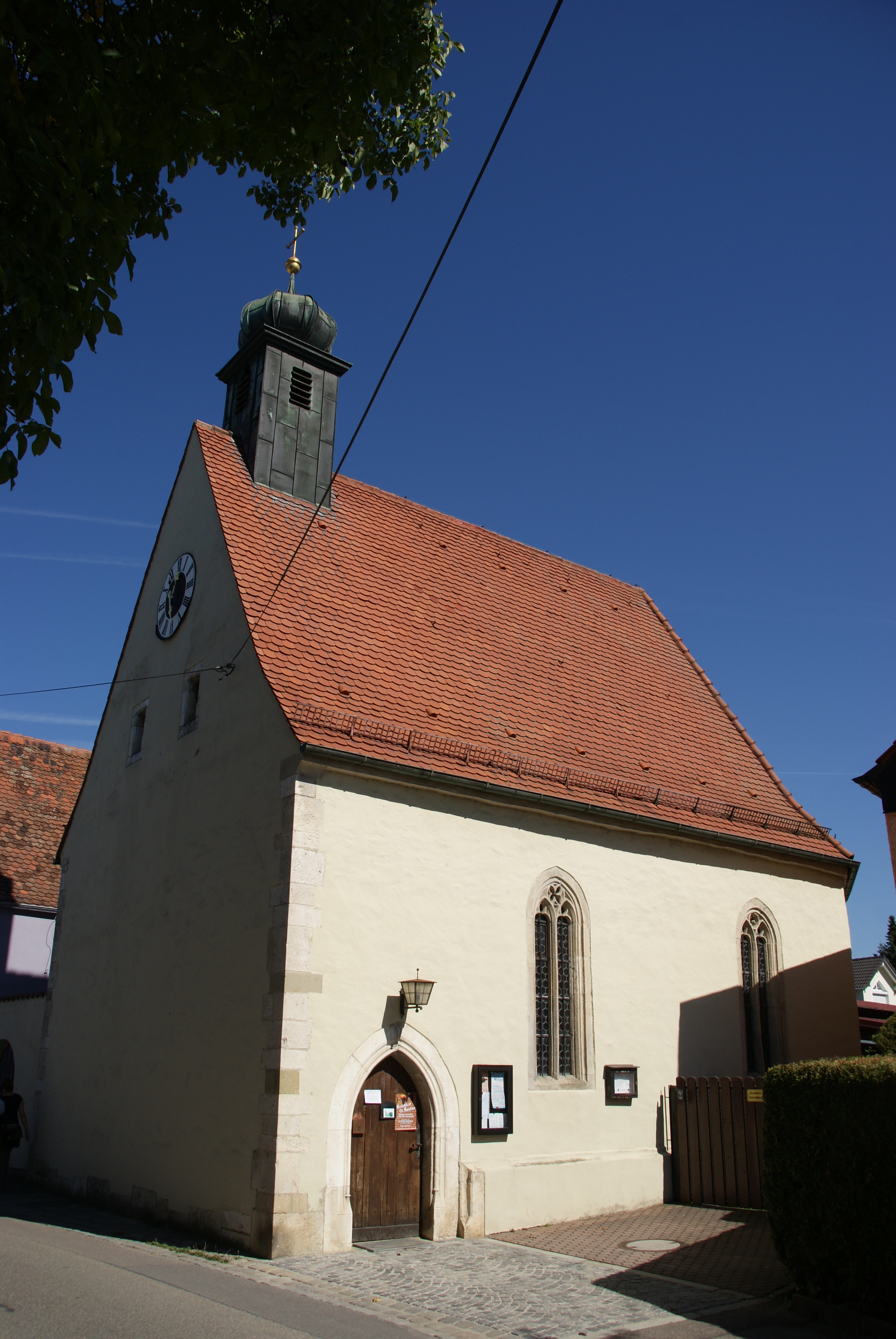
St. Anna

Die Filialkirche St. Anna  steht in Großprüfening 33 im Stadtteil Großprüfening von Regensburg in Bayern.

## Geschichte
Um 1480 baute Abt Johann Grasser des Klosters St. Georg sein Haus in Prüfening zu einer Nebenkirche des Klosters um. Am 28. Oktober 1488 wurde die Kirche der hl. Anna geweiht und 1515/20 der Altaraufsatz des nördlichen Marienaltars hinzugefügt.
Um die Seelsorgezuständigkeit gab es jahrhundertelang währende Streitereien zwischen dem Kloster St. Emmeram (die Seelsorgsstelle Dechbetten war Exklave des Klosters) und dem Kloster Prüfening, welches die Kirche erbaut hatte.
Im Zuge der Säkularisation 1809 drohte der Kirche der Abbruch, den die Bürger von Prüfening jedoch durch Kauf der kleinen Kirche für 200 Gulden abwenden konnten. 1938 ging die Kirche in den Besitz der Stadt Regensburg über. Nach schweren Bombenschäden am 16. April 1945 erfolgte der Wiederaufbau nach alten Plänen, und die Kirche konnte am 5. August 1962 wieder geweiht werden.

## Gebäude
Die giebelständige und polygonal schließende spätgotische Saalkirche mit abgewalmtem Satteldach besitzt drei kunsthistorisch bedeutsame spätgotische Flügelaltäre, die im Krieg ausgelagert und so erhalten geblieben sind.

## Ausstattung
- Hochaltar (von Erasmus Grasser?) mit Schnitzskulptur „Anna Selbdritt“ von 1488 bis Ende des 15. Jahrhunderts
- Marienaltar
- Sebastiansaltar